# Szerbia a 2020. évi nyári olimpiai játékokon
Szerbia a japán Tokióban megrendezett 2020. évi nyári olimpiai játékok egyik részt vevő nemzete. Az országot 15 sportágban 87 sportoló képviselte, akik összesen 9 érmet szereztek.

## Érmesek
| Érem  | Versenyző                                                             | Sportág       | Versenyszám                |
| ----- | --------------------------------------------------------------------- | ------------- | -------------------------- |
| Arany | Milica Mandić                                                         | Taekwondo     | Női nehézsúly              |
| Arany | Jovana Preković                                                       | Karate        | Női 61 kg                  |
| Arany | Férfi vízilabda-válogatott                                            | Vízilabda     | Férfi vízilabdatorna       |
| Ezüst | Damir Mikec                                                           | Sportlövészet | Férfi légpisztoly          |
| Bronz | Tijana Bogdanović                                                     | Taekwondo     | Női légsúly                |
| Bronz | Dušan Domović Bulut Dejan Majstorović Aleksandar Ratkov Mihailo Vasić | Kosárlabda    | Férfi 3x3 kosárlabdatorna  |
| Bronz | Milenko Sebić                                                         | Sportlövészet | Férfi sportpuska összetett |
| Bronz | Zurab Datunashvili                                                    | Birkózás      | Férfi 87 kg kötöttfogás    |
| Bronz | Női röplabda-válogatott                                               | Röplabda      | Női röplabdatorna          |

## Asztalitenisz
| Versenyző                                   | Versenyszám  | 64-es főtábla         | 48-as főtábla | 32-es főtábla | Nyolcaddöntő         | Negyeddöntő | Elődöntő | Döntő   | Helyezés |
| ------------------------------------------- | ------------ | --------------------- | ------------- | ------------- | -------------------- | ----------- | -------- | ------- | -------- |
| Dimitrije Levajac                           | Férfi egyes  | Szkacskov (ROC) · 2-4 | kiesett       | kiesett       | kiesett              | kiesett     | kiesett  | kiesett | kiesett  |
| Zsolt Peto                                  | Férfi egyes  | Nkiónisz (GRE) · 0-4  | kiesett       | kiesett       | kiesett              | kiesett     | kiesett  | kiesett | kiesett  |
| Marko Jevtović Dimitrije Levajac Zsolt Peto | Férfi csapat |                       |               |               | Brazília (BRA) · 2-3 | kiesett     | kiesett  | kiesett | kiesett  |

## Atlétika
| Versenyző         | Versenyszám       | Selejtező | Selejtező | Döntő    | Döntő    |
| Versenyző         | Versenyszám       | Eredmény  | Helyezés  | Eredmény | Helyezés |
| ----------------- | ----------------- | --------- | --------- | -------- | -------- |
| Asmir Kolašinac   | Férfi súlylökés   | 19,68 m   | 29.       | kiesett  | kiesett  |
| Armin Sinančević  | Férfi súlylökés   | 20,96 m   | 10.       | 20,89 m  | 10.      |
| Ivana Španović    | Női távolugrás    | 700 cm    | 1.        | 691 cm   | 4.       |
| Dragana Tomašević | Női diszkoszvetés | 56,95 m   | 26.       | kiesett  | kiesett  |
| Marija Vučenović  | Női gerelyhajítás | 58,93 m   | 20.       | kiesett  | kiesett  |

## Birkózás
| Versenyző          | Versenyszám             | Nyolcaddöntő         | Negyeddöntő | Elődöntő | Vigaszág elődöntő     | Bronz- mérkőzés    | Döntő   | Helyezés |
| ------------------ | ----------------------- | -------------------- | ----------- | -------- | --------------------- | ------------------ | ------- | -------- |
| Stevan Mićić       | Férfi 57 kg szabadfogás | Takahasi (JPN) · 0-7 | kiesett     | kiesett  | kiesett               | kiesett            | kiesett | kiesett  |
| Mate Nemeš         | Férfi 67 kg kötöttfogás | Stäbler (GER) · 1-4  | kiesett     | kiesett  | kiesett               | kiesett            | kiesett | kiesett  |
| Zurab Datunashvili | Férfi 87 kg kötöttfogás | Belenyuk (UKR) · 1-3 |             |          | Sid Azara (ALG) · 5-1 | Huklek (CRO) · 6-1 | kiesett | Bronz    |
| Mikheil Kajaia     | Férfi 97 kg kötöttfogás | Hancock (USA) · 1-5  | kiesett     | kiesett  | kiesett               | kiesett            | kiesett | kiesett  |

## Cselgáncs

### Férfi
| Versenyző         | Versenyszám  | 32-es főtábla          | Nyolcaddöntő      | Negyeddöntő | Elődöntő | Vigaszág elődöntő | Bronz- mérkőzés | Döntő   | Helyezés |
| ----------------- | ------------ | ---------------------- | ----------------- | ----------- | -------- | ----------------- | --------------- | ------- | -------- |
| Nemanja Majdov    | Középsúly    | Trippel (GER) · 00-01  | kiesett           | kiesett     | kiesett  | kiesett           | kiesett         | kiesett | kiesett  |
| Aleksandar Kukolj | Félnehézsúly | Takayawa (FIJ) · 10-00 | Cso (KOR) · 00-10 | kiesett     | kiesett  | kiesett           | kiesett         | kiesett | kiesett  |

### Női
| Versenyző      | Versenyszám   | 32-es főtábla          | Nyolcaddöntő              | Negyeddöntő | Elődöntő | Vigaszág elődöntő | Bronz- mérkőzés | Döntő   | Helyezés |
| -------------- | ------------- | ---------------------- | ------------------------- | ----------- | -------- | ----------------- | --------------- | ------- | -------- |
| Milica Nikolić | Légsúly       | Boukli (FRA) · 10-00   | Bilodid (UKR) · 00-01     | kiesett     | kiesett  | kiesett           | kiesett         | kiesett | kiesett  |
| Marica Perišić | Könnyűsúly    | Aldass (EOR) · 10-00   | Nelson-Levy (ISR) · 00-10 | kiesett     | kiesett  | kiesett           | kiesett         | kiesett | kiesett  |
| Anja Obradović | Női váltósúly | Franssen (NED) · 00-10 | kiesett                   | kiesett     | kiesett  | kiesett           | kiesett         | kiesett | kiesett  |

## Evezés
| Versenyző                   | Versenyszám                    | Előfutam | Előfutam | Vigaszág | Vigaszág | Negyeddöntő | Negyeddöntő | Elődöntő | Elődöntő | Elődöntő | Döntő | Döntő   | Döntő | Helyezés |
| Versenyző                   | Versenyszám                    | Idő      | Hely.    | Idő      | Hely.    | Idő         | Hely.       | Típus    | Idő      | Hely.    | Típus | Idő     | Hely. | Helyezés |
| --------------------------- | ------------------------------ | -------- | -------- | -------- | -------- | ----------- | ----------- | -------- | -------- | -------- | ----- | ------- | ----- | -------- |
| Martin Mačković Miloš Vasić | Férfi kormányos nélküli kettes | 6:43.18  | 3.       |          |          |             |             | A/B      | 6:17.47  | 2.       | A     | 6:22.34 | 5.    | 5.       |
| Jovana Arsić                | Női egypárevezős               | 7:46.74  | 3.       |          |          | 8:09.37     | 4.          | C/D      | 7:39.26  | 2.       | C     | 7:43.30 | 3.    | 15.      |

## Kajak-kenu
| Versenyző            | Versenyszám      | Előfutam | Előfutam | Negyeddöntő | Negyeddöntő | Elődöntő | Elődöntő | Döntő   | Döntő    | Döntő    | Helyezés |
| Versenyző            | Versenyszám      | Idő      | Hely.    | Idő         | Hely.       | Idő      | Hely.    | Típus   | Idő      | Helyezés | Helyezés |
| -------------------- | ---------------- | -------- | -------- | ----------- | ----------- | -------- | -------- | ------- | -------- | -------- | -------- |
| Strahinja Stefanović | Férfi K-1 200 m  | 34.996   | 1.       |             |             | 35.855   | 5.       | B       | 36.329   | 3.       | 11.      |
| Bojan Zdelar         | Férfi K-1 200 m  | 37.092   | 5.       | 36.531      | 4.          | kiesett  | kiesett  | kiesett | kiesett  | kiesett  | kiesett  |
| Bojan Zdelar         | Férfi K-1 1000 m | 3:45.074 | 2.       |             |             | 3:29.525 | 8.       | B       | 3:31.689 | 8.       | 16.      |
| Milica Novaković     | Női K-1 200 m    | 41.579   | 3.       | 41.340      | 2.          | 40.257   | 6.       | B       | 40.527   | 5.       | 13.      |
| Milica Novaković     | Női K-1 500 m    | 1:49.802 | 5.       | 1:49.348    | 1.          | 1:53.149 | 3.       | B       | 1:54.458 | 4.       | 12.      |

## Karate
| Versenyző       | Versenyszám | Csoportkör                                                                           | Hely | Elődöntő          | Döntő           | Helyezés |
| --------------- | ----------- | ------------------------------------------------------------------------------------ | ---- | ----------------- | --------------- | -------- |
| Jovana Preković | Női 61 kg   | Sadini (MAR) · 3-1 · Grande (PER) · 1-0 · Szerohina (UKR) · 6-4 · Farouk (EGY) · 1-1 | 1    | Çoban (TUR) · 2-0 | Jin (CHN) · 0-0 | Arany    |

## Kosárlabda
Női
Keret
| Szerb női kosárlabdacsapat-játékoskeret                                                                | Szerb női kosárlabdacsapat-játékoskeret                                                             |
| --- | --------------------------------------------------------------------------------------------------- |
| - Sonja Vasić - Saša Čađo - Nevena Jovanović - Jelena Brooks - Dajana Butulija - Aleksandra Crvendakić | - Yvonne Anderson - Dragana Stanković - Ana Dabović - Maja Škorić - Angela Dugalić - Tina Krajišnik |

Eredmények
Csoportkör
| Hely. | Csapat              | M | Gy | V | P+  | P–  | Pk  | P | Továbbjutás |
| ----- | ------------------- | - | -- | - | --- | --- | --- | - | ----------- |
| 1.    | Spanyolország (ESP) | 3 | 3  | 0 | 234 | 205 | +29 | 6 | Negyeddöntő |
| 2.    | Szerbia (SRB)       | 3 | 2  | 1 | 207 | 214 | −7  | 5 | Negyeddöntő |
| 3.    | Kanada (CAN)        | 3 | 1  | 2 | 208 | 201 | +7  | 4 |             |
| 4.    | Dél-Korea (KOR)     | 3 | 0  | 3 | 183 | 212 | −29 | 3 |             |

| 2021. július 26. 17:20 (10:20) | Szerbia (SRB)                           | 72–68     | Kanada (CAN) | Saitama Super Arena, Szaitama Játékvezetők: Amy Bonner (USA), Leandro Lezcano (ARG), Maj Forsberg (DEN) |
| 2021. július 26. 17:20 (10:20) | (16–13, 20–15, 9–17, 27–23) Jegyzőkönyv |           |              | Saitama Super Arena, Szaitama Játékvezetők: Amy Bonner (USA), Leandro Lezcano (ARG), Maj Forsberg (DEN) |
| 2021. július 26. 17:20 (10:20) | Vasić 16                                | Pont      | Fields 19    | Saitama Super Arena, Szaitama Játékvezetők: Amy Bonner (USA), Leandro Lezcano (ARG), Maj Forsberg (DEN) |
| 2021. július 26. 17:20 (10:20) | Dabović 6                               | Lepattanó | Nurse 6      | Saitama Super Arena, Szaitama Játékvezetők: Amy Bonner (USA), Leandro Lezcano (ARG), Maj Forsberg (DEN) |
| 2021. július 26. 17:20 (10:20) | Crvendakić, Dabović 5                   | Gólpassz  | Achonwa 5    | Saitama Super Arena, Szaitama Játékvezetők: Amy Bonner (USA), Leandro Lezcano (ARG), Maj Forsberg (DEN) |

| 2021. július 29. 17:20 (10:20) | Spanyolország (ESP)                      | 85–70     | Szerbia (SRB)   | Saitama Super Arena, Szaitama Játékvezetők: Yohan Rosso (FRA), Maj Forsberg (DEN), Andreia Silva (BRA) |
| 2021. július 29. 17:20 (10:20) | (19–20, 22–24, 18–14, 26–12) Jegyzőkönyv |           |                 | Saitama Super Arena, Szaitama Játékvezetők: Yohan Rosso (FRA), Maj Forsberg (DEN), Andreia Silva (BRA) |
| 2021. július 29. 17:20 (10:20) | Ndour 20                                 | Pont      | Brooks 16       | Saitama Super Arena, Szaitama Játékvezetők: Yohan Rosso (FRA), Maj Forsberg (DEN), Andreia Silva (BRA) |
| 2021. július 29. 17:20 (10:20) | Ndour 9                                  | Lepattanó | Anderson 8      | Saitama Super Arena, Szaitama Játékvezetők: Yohan Rosso (FRA), Maj Forsberg (DEN), Andreia Silva (BRA) |
| 2021. július 29. 17:20 (10:20) | Ouviña 8                                 | Gólpassz  | három játékos 4 | Saitama Super Arena, Szaitama Játékvezetők: Yohan Rosso (FRA), Maj Forsberg (DEN), Andreia Silva (BRA) |

| 2021. augusztus 1. 21:00 (14:00) | Dél-Korea (KOR)                                        | 61–65     | Szerbia (SRB)   | Saitama Super Arena, Szaitama Játékvezetők: Ferdinand Pascual]] (PHI), Amy Bonner (USA), Andreia Silva (BRA) |
| 2021. augusztus 1. 21:00 (14:00) | (10–17, 14–15, 20–18, 17–15) Jegyzőkönyv               |           |                 | Saitama Super Arena, Szaitama Játékvezetők: Ferdinand Pascual]] (PHI), Amy Bonner (USA), Andreia Silva (BRA) |
| 2021. augusztus 1. 21:00 (14:00) | Pak Csihjon (park Ji-hyeon) 17                         | Pont      | Crvendakić 15   | Saitama Super Arena, Szaitama Játékvezetők: Ferdinand Pascual]] (PHI), Amy Bonner (USA), Andreia Silva (BRA) |
| 2021. augusztus 1. 21:00 (14:00) | Pak Csiszu (Park Ji-su) 11                             | Lepattanó | Vasić 10        | Saitama Super Arena, Szaitama Játékvezetők: Ferdinand Pascual]] (PHI), Amy Bonner (USA), Andreia Silva (BRA) |
| 2021. augusztus 1. 21:00 (14:00) | Pak Csiszu (Park Ji-su), Pak Csihjon (Park Ji-hyeon) 5 | Gólpassz  | három játékos 4 | Saitama Super Arena, Szaitama Játékvezetők: Ferdinand Pascual]] (PHI), Amy Bonner (USA), Andreia Silva (BRA) |

Negyeddöntő
| 2021. augusztus 4. 10:00 (3:00) | Kína (CHN)                               | 70–77     | Szerbia (SRB) | Saitama Super Arena, Szaitama Játékvezetők: Luis Castillo (ESP), Maripier Malo (CAN), Rabah Noujaim (LIB) |
| 2021. augusztus 4. 10:00 (3:00) | (14–16, 19–19, 25–14, 12–28) Jegyzőkönyv |           |               | Saitama Super Arena, Szaitama Játékvezetők: Luis Castillo (ESP), Maripier Malo (CAN), Rabah Noujaim (LIB) |
| 2021. augusztus 4. 10:00 (3:00) | Ting Sao (Shao Ting) 20                  | Pont      | Brooks 18     | Saitama Super Arena, Szaitama Játékvezetők: Luis Castillo (ESP), Maripier Malo (CAN), Rabah Noujaim (LIB) |
| 2021. augusztus 4. 10:00 (3:00) | Han Hszü (Han Xu) 6                      | Lepattanó | Vasić 10      | Saitama Super Arena, Szaitama Játékvezetők: Luis Castillo (ESP), Maripier Malo (CAN), Rabah Noujaim (LIB) |
| 2021. augusztus 4. 10:00 (3:00) | Li Jüan (Yuan Li) 6                      | Gólpassz  | Dabović 6     | Saitama Super Arena, Szaitama Játékvezetők: Luis Castillo (ESP), Maripier Malo (CAN), Rabah Noujaim (LIB) |

Elődöntő
| 2021. augusztus 6. 13:40 (6:40) | Egyesült Államok (USA)                   | 79–59     | Szerbia (SRB) | Saitama Super Arena, Szaitama Játékvezetők: Antonio Conde (ESP), Yu Jung (TPE), Andreia Silva (BRA) |
| 2021. augusztus 6. 13:40 (6:40) | (25–12, 16–11, 17–16, 21–20) Jegyzőkönyv |           |               | Saitama Super Arena, Szaitama Játékvezetők: Antonio Conde (ESP), Yu Jung (TPE), Andreia Silva (BRA) |
| 2021. augusztus 6. 13:40 (6:40) | Griner 15                                | Pont      | Anderson 15   | Saitama Super Arena, Szaitama Játékvezetők: Antonio Conde (ESP), Yu Jung (TPE), Andreia Silva (BRA) |
| 2021. augusztus 6. 13:40 (6:40) | Griner 12                                | Lepattanó | Dugalić 10    | Saitama Super Arena, Szaitama Játékvezetők: Antonio Conde (ESP), Yu Jung (TPE), Andreia Silva (BRA) |
| 2021. augusztus 6. 13:40 (6:40) | Bird, Taurasi 4                          | Gólpassz  | Vasić 3       | Saitama Super Arena, Szaitama Játékvezetők: Antonio Conde (ESP), Yu Jung (TPE), Andreia Silva (BRA) |

Bronzmérkőzés
| 2021. augusztus 7. 16:00 (9:00) | Szerbia (SRB)                            | 76–91     | Franciaország (FRA) | Saitama Super Arena, Szaitama Játékvezetők: Juan Fernández (ARG), Amy Bonner (USA), Takaki Kato (JPN) |
| 2021. augusztus 7. 16:00 (9:00) | (23–19, 17–24, 16–24, 20–24) Jegyzőkönyv |           |                     | Saitama Super Arena, Szaitama Játékvezetők: Juan Fernández (ARG), Amy Bonner (USA), Takaki Kato (JPN) |
| 2021. augusztus 7. 16:00 (9:00) | Anderson 24                              | Pont      | Williams 17         | Saitama Super Arena, Szaitama Játékvezetők: Juan Fernández (ARG), Amy Bonner (USA), Takaki Kato (JPN) |
| 2021. augusztus 7. 16:00 (9:00) | Vasić 8                                  | Lepattanó | Williams 8          | Saitama Super Arena, Szaitama Játékvezetők: Juan Fernández (ARG), Amy Bonner (USA), Takaki Kato (JPN) |
| 2021. augusztus 7. 16:00 (9:00) | Anderson, Brooks 5                       | Gólpassz  | három játékos 4     | Saitama Super Arena, Szaitama Játékvezetők: Juan Fernández (ARG), Amy Bonner (USA), Takaki Kato (JPN) |

### 3x3 kosárlabda
Férfi
| Szerb férfi 3x3-as kosárlabdacsapat-játékoskeret | Szerb férfi 3x3-as kosárlabdacsapat-játékoskeret |
| ------------------------------------------------ | ------------------------------------------------ |
| - Dušan Domović Bulut - Dejan Majstorović        | - Aleksandar Ratkov - Mihailo Vasić              |

Eredmények
Csoportkör
| Hely. | Csapat                                       | M | Gy | V | P+  | P–  | Pk  | Továbbjutás |
| ----- | -------------------------------------------- | - | -- | - | --- | --- | --- | ----------- |
| 1.    | Szerbia (SRB)                                | 7 | 7  | 0 | 138 | 91  | +47 | Elődöntő    |
| 2.    | Belgium (BEL)                                | 7 | 4  | 3 | 126 | 127 | −1  | Elődöntő    |
| 3.    | Lettország (LAT)                             | 7 | 4  | 3 | 133 | 129 | +4  | Negyeddöntő |
| 4.    | Hollandia (NED)                              | 7 | 4  | 3 | 132 | 129 | +3  | Negyeddöntő |
| 5.    | Az Orosz Olimpiai Bizottság versenyzői (ROC) | 7 | 3  | 4 | 116 | 125 | −9  | Negyeddöntő |
| 6.    | Japán (JPN) (R)                              | 7 | 2  | 5 | 123 | 134 | −11 | Negyeddöntő |
| 7.    | Lengyelország (POL)                          | 7 | 2  | 5 | 120 | 130 | −10 |             |
| 8.    | Kína (CHN)                                   | 7 | 2  | 5 | 119 | 142 | −23 |             |

| 2021. július 24. 12:00 | Kína (CHN)                 | 13–22 | Szerbia (SRB)    | Játékvezetők: Marek Maliszewski (POL), Glenn Tuitt (USA) |
| 2021. július 24. 12:00 | Jegyzőkönyv                |       |                  | Játékvezetők: Marek Maliszewski (POL), Glenn Tuitt (USA) |
| 2021. július 24. 12:00 | Hu Csin-csiu (Hu Jinqiu) 6 | Pont  | Domović Bulut 11 | Játékvezetők: Marek Maliszewski (POL), Glenn Tuitt (USA) |

| 2021. július 24. 15:25 | Szerbia (SRB) | 16–15 | Hollandia (NED) | Játékvezetők: Edmond Ho (HKG), Marek Maliszewski (POL) |
| 2021. július 24. 15:25 | Jegyzőkönyv   |       |                 | Játékvezetők: Edmond Ho (HKG), Marek Maliszewski (POL) |
| 2021. július 24. 15:25 | Vasić 5       | Pont  | Voorn 6         | Játékvezetők: Edmond Ho (HKG), Marek Maliszewski (POL) |

| 2021. július 25. 12:00 | Lengyelország (POL) | 12–15 | Szerbia (SRB) | Játékvezetők: Evgeny Ostrovskiy (RUS), Markos Michaelides (SUI) |
| 2021. július 25. 12:00 | Jegyzőkönyv         |       |               | Játékvezetők: Evgeny Ostrovskiy (RUS), Markos Michaelides (SUI) |
| 2021. július 25. 12:00 | Pawłowski 4         | Pont  | Vasić 5       | Játékvezetők: Evgeny Ostrovskiy (RUS), Markos Michaelides (SUI) |

| 2021. július 25. 15:25 | Szerbia (SRB)    | 21–14 | Belgium (BEL) | Játékvezetők: Markos Michaelides (SUI), Tóth Cecília (HUN) |
| 2021. július 25. 15:25 | Jegyzőkönyv      |       |               | Játékvezetők: Markos Michaelides (SUI), Tóth Cecília (HUN) |
| 2021. július 25. 15:25 | Domović Bulut 13 | Pont  | Bogaerts 6    | Játékvezetők: Markos Michaelides (SUI), Tóth Cecília (HUN) |

| 2021. július 26. 12:00 | Szerbia (SRB)   | 21–11 | Japán (JPN) | Játékvezetők: Edmond Ho (HKG), Glenn Tuitt (USA) |
| 2021. július 26. 12:00 | Jegyzőkönyv     |       |             | Játékvezetők: Edmond Ho (HKG), Glenn Tuitt (USA) |
| 2021. július 26. 12:00 | Domović Bulut 7 | Pont  | Jaszuoka 8  | Játékvezetők: Edmond Ho (HKG), Glenn Tuitt (USA) |

| 2021. július 26. 15:25 | Lettország (LAT) | 16–22 | Szerbia (SRB)  | Játékvezetők: Edmond Ho (HKG), Marek Maliszewski (POL) |
| 2021. július 26. 15:25 | Jegyzőkönyv      |       |                | Játékvezetők: Edmond Ho (HKG), Marek Maliszewski (POL) |
| 2021. július 26. 15:25 | három játékos 5  | Pont  | Majstorović 11 | Játékvezetők: Edmond Ho (HKG), Marek Maliszewski (POL) |

| 2021. július 27. 18:00 | Szerbia (SRB) | 21–10 | Az Orosz Olimpiai Bizottság versenyzői (ROC) | Játékvezetők: Markos Michaelides (SUI), Tóth Cecília (HUN) |
| 2021. július 27. 18:00 | Jegyzőkönyv   |       |                                              | Játékvezetők: Markos Michaelides (SUI), Tóth Cecília (HUN) |
| 2021. július 27. 18:00 | Vasić 8       | Pont  | Karpenkov 5                                  | Játékvezetők: Markos Michaelides (SUI), Tóth Cecília (HUN) |

Elődöntő
| 2021. július 28. 17:30 | Szerbia (SRB)   | 10–21 | Az Orosz Olimpiai Bizottság versenyzői (ROC) | Játékvezetők: Marek Maliszewski (POL), Markos Michaelides (SUI) |
| 2021. július 28. 17:30 | Jegyzőkönyv     |       |                                              | Játékvezetők: Marek Maliszewski (POL), Markos Michaelides (SUI) |
| 2021. július 28. 17:30 | Domović Bulut 5 | Pont  | Zujev 11                                     | Játékvezetők: Marek Maliszewski (POL), Markos Michaelides (SUI) |

Bronzmérkőzés
| 2021. július 28. 21:15 | Szerbia (SRB)   | 21–10 | Belgium (BEL) | Játékvezetők: Edmond Ho (HKG), Marek Maliszewski (POL) |
| 2021. július 28. 21:15 | Jegyzőkönyv     |       |               | Játékvezetők: Edmond Ho (HKG), Marek Maliszewski (POL) |
| 2021. július 28. 21:15 | Domović Bulut 7 | Pont  | Vervoort 5    | Játékvezetők: Edmond Ho (HKG), Marek Maliszewski (POL) |

## Ökölvívás
| Versenyző        | Versenyszám | Selejtező          | Nyolcaddöntő            | Negyeddöntő       | Elődöntő | Döntő   |
| ---------------- | ----------- | ------------------ | ----------------------- | ----------------- | -------- | ------- |
| Nina Radovanović | Női légsúly | Bujold (CAN) · 5-0 | Havrayimana (BDI) · 5-0 | Huang (TPE) · 0-5 | kiesett  | kiesett |

## Röplabda

##### Női
Keret
| Szerb női röplabdacsapat-játékoskeret                                                                 | Szerb női röplabdacsapat-játékoskeret                                                                     |
| --- | --- |
| - Bianka Buša - Mina Popović - Slađana Mirković - Brankica Mihajlović - Maja Ognjenović - Ana Bjelica | - Maja Aleksić - Milena Rašić - Silvija Popović - Tijana Bošković - Bojana Milenković - Jelena Blagojević |

Eredmények
Csoportkör
| Hely. | Csapat                      | M | Gy | V | Pont | Sz+ | Sz– | SzA   | P+  | P–  | PA    | Továbbjutás |
| ----- | --------------------------- | - | -- | - | ---- | --- | --- | ----- | --- | --- | ----- | ----------- |
| 1.    | Brazília (BRA)              | 5 | 5  | 0 | 14   | 15  | 3   | 5,000 | 434 | 315 | 1,378 | Negyeddöntő |
| 2.    | Szerbia (SRB)               | 5 | 4  | 1 | 12   | 13  | 3   | 4,333 | 381 | 313 | 1,217 | Negyeddöntő |
| 3.    | Dél-Korea (KOR)             | 5 | 3  | 2 | 7    | 9   | 10  | 0,900 | 374 | 415 | 0,901 | Negyeddöntő |
| 4.    | Dominikai Köztársaság (DOM) | 5 | 2  | 3 | 8    | 10  | 10  | 1,000 | 411 | 406 | 1,012 | Negyeddöntő |
| 5.    | Japán (JPN) (R)             | 5 | 1  | 4 | 4    | 6   | 12  | 0,500 | 378 | 395 | 0,957 |             |
| 6.    | Kenya (KEN)                 | 5 | 0  | 5 | 0    | 0   | 15  | 0,000 | 242 | 376 | 0,644 |             |

| 2021. július 25. 14:20 (7:20) | Szerbia (SRB)                     | 3–0 | Dominikai Köztársaság (DOM) | Ariake Arena, Tokió Játékvezető: Kang Joo-hee (KOR), Evgeny Makshanov (RUS) |
| 2021. július 25. 14:20 (7:20) | (25–18, 25–12, 25–20) Jegyzőkönyv |     |                             | Ariake Arena, Tokió Játékvezető: Kang Joo-hee (KOR), Evgeny Makshanov (RUS) |

| 2021. július 27. 14:20 (7:20) | Japán (JPN)                       | 0–3 | Szerbia (SRB) | Ariake Arena, Tokió Játékvezető: Patricia Rolf (USA), Juraj Mokrý (SVK) |
| 2021. július 27. 14:20 (7:20) | (23–25, 16–25, 24–26) Jegyzőkönyv |     |               | Ariake Arena, Tokió Játékvezető: Patricia Rolf (USA), Juraj Mokrý (SVK) |

| 2021. július 29. 14:20 (7:20) | Szerbia (SRB)                     | 3–0 | Kenya (KEN) | Ariake Arena, Tokió Játékvezető: Hamid Al-Rousi (UAE), Sumie Myoi |
| 2021. július 29. 14:20 (7:20) | (25–21, 25–11, 25–20) Jegyzőkönyv |     |             | Ariake Arena, Tokió Játékvezető: Hamid Al-Rousi (UAE), Sumie Myoi |

| 2021. július 31. 16:25 (9:25) | Szerbia (SRB)                            | 1–3 | Brazília (BRA) | Ariake Arena, Tokió Játékvezető: Fabrice Collados (FRA), Wojciech Maroszek (POL) |
| 2021. július 31. 16:25 (9:25) | (20–25, 16–25, 25–23, 19–25) Jegyzőkönyv |     |                | Ariake Arena, Tokió Játékvezető: Fabrice Collados (FRA), Wojciech Maroszek (POL) |

| 2021. augusztus 2. 9:00 (2:00) | Szerbia (SRB)                     | 3–0 | Dél-Korea (KOR) | Ariake Arena, Tokió Játékvezető: Evgeny Makshanov (RUS), Sumie Myoi (JPN) |
| 2021. augusztus 2. 9:00 (2:00) | (25–18, 25–17, 25–15) Jegyzőkönyv |     |                 | Ariake Arena, Tokió Játékvezető: Evgeny Makshanov (RUS), Sumie Myoi (JPN) |

Negyeddöntő
| 2021. augusztus 4. 17:00 (10:00) | Szerbia (SRB)                     | 3–0 | Olaszország (ITA) | Ariake Arena, Tokió Játékvezető: Paulo Turci (BRA), Evgeny Makshanov (RUS) |
| 2021. augusztus 4. 17:00 (10:00) | (25–21, 25–14, 25–21) Jegyzőkönyv |     |                   | Ariake Arena, Tokió Játékvezető: Paulo Turci (BRA), Evgeny Makshanov (RUS) |

Elődöntő
| 2021. augusztus 6. 13:00 (6:00) | Szerbia (SRB)                     | 0–3 | Egyesült Államok (USA) | Ariake Arena, Tokió Játékvezető: Hernán Casamiquela (ARG), Susana Rodríguez (ESP) |
| 2021. augusztus 6. 13:00 (6:00) | (19–25, 15–25, 23–25) Jegyzőkönyv |     |                        | Ariake Arena, Tokió Játékvezető: Hernán Casamiquela (ARG), Susana Rodríguez (ESP) |

Bronzmérkőzés
| 2021. augusztus 8. 9:00 (2:00) | Dél-Korea (KOR)       | 0–3 | Szerbia (SRB) | Ariake Arena, Tokió Játékvezető: Daniele Rapisarda (ITA), Patricia Rolf (USA) |
| 2021. augusztus 8. 9:00 (2:00) | (18–25, 15–25, 15–25) |     |               | Ariake Arena, Tokió Játékvezető: Daniele Rapisarda (ITA), Patricia Rolf (USA) |

## Sportlövészet

##### Férfi
| Versenyző          | Versenyszám          | Selejtező | Selejtező | Döntő   | Döntő    |
| Versenyző          | Versenyszám          | Pont      | Helyezés  | Pont    | Helyezés |
| ------------------ | -------------------- | --------- | --------- | ------- | -------- |
| Damir Mikec        | Légpisztoly          | 578       | 8.        | 237.9   | Ezüst    |
| Milenko Sebić      | Légpuska             | 623.2     | 31.       | kiesett | kiesett  |
| Milenko Sebić      | Sportpuska összetett | 1180      | 4.        | 448.2   | Bronz    |
| Milutin Stefanović | Sportpuska összetett | 1164      | 23.       | kiesett | kiesett  |
| Milutin Stefanović | Légpuska             | 621.3     | 38.       | kiesett | kiesett  |

##### Női
| Versenyző           | Versenyszám          | Selejtező | Selejtező | Döntő   | Döntő    |
| Versenyző           | Versenyszám          | Pont      | Helyezés  | Pont    | Helyezés |
| ------------------- | -------------------- | --------- | --------- | ------- | -------- |
| Andrea Arsović      | Légpuska             | 623.3     | 29.       | kiesett | kiesett  |
| Andrea Arsović      | Sportpuska összetett | 1175      | 5.        | 402.4   | 8.       |
| Sanja Vukašinović   | Sportpuska összetett | 1161      | 25.       | kiesett | kiesett  |
| Sanja Vukašinović   | Légpuska             | 617.8     | 44.       | kiesett | kiesett  |
| Zorana Arunović     | Légpisztoly          | 573       | 17.       | kiesett | kiesett  |
| Zorana Arunović     | Sportpisztoly        | 584       | 9.        | kiesett | kiesett  |
| Jasmina Milovanović | Sportpisztoly        | 575       | 30.       | kiesett | kiesett  |
| Jasmina Milovanović | Légpisztoly          | 566       | 33.       | kiesett | kiesett  |

##### Vegyes
| Versenyző                         | Versenyszám | Selejtező | Selejtező | Elődöntő | Elődöntő | Döntő                             | Döntő    |
| Versenyző                         | Versenyszám | Pont      | Helyezés  | Pont     | Helyezés | Pont                              | Helyezés |
| --------------------------------- | ----------- | --------- | --------- | -------- | -------- | --------------------------------- | -------- |
| Damir Mikec Zorana Arunović       | Légpisztoly | 577       | 5.        | 384      | 4.       | Kosztevics/Omelcsuk (UKR) · 12-16 | 4.       |
| Milenko Sebić Sanja Vukašinović   | Légpuska    | 612.4     | 29.       | kiesett  | kiesett  | kiesett                           | kiesett  |
| Milutin Stefanović Andrea Arsović | Légpuska    | 624.5     | 16.       | kiesett  | kiesett  | kiesett                           | kiesett  |

## Taekwondo
| Versenyző         | Versenyszám   | Nyolcaddöntő        | Negyeddöntő            | Elődöntő           | Vigaszág elődöntő | Bronz- mérkőzés     | Döntő           | Helyezés |
| ----------------- | ------------- | ------------------- | ---------------------- | ------------------ | ----------------- | ------------------- | --------------- | -------- |
| Tijana Bogdanović | Női légsúly   | Cerezo (ESP) · 4-12 |                        |                    | Vu (CHN) · 12-9   | Jamada (JPN) · 20-6 | kiesett         | Bronz    |
| Milica Mandić     | Női nehézsúly | Ogallo (KEN) · 13-0 | Kowalczuk (POL) · 11-4 | Laurin (FRA) · 7-5 |                   |                     | Li (KOR) · 10-7 | Arany    |

## Tenisz
| Versenyző                         | Versenyszám  | 64-es főtábla                | 32-es főtábla                   | Nyolcaddöntő                      | Negyeddöntő                        | Elődöntő                          | Bronz- mérkőzés                   | Döntő   | Hely    |
| --------------------------------- | ------------ | ---------------------------- | ------------------------------- | --------------------------------- | ---------------------------------- | --------------------------------- | --------------------------------- | ------- | ------- |
| Novak Đoković                     | Férfi egyes  | Dellien (BOL) · 6-2;6-2      | Struff (GER) · 6-4;6-3          | Davidovich Fokina (ESP) · 6-3;6-1 | Nisikori (JPN) · 6-2;6-0           | Zverev (GER) · 6-1;3-6;1-6        | Carreño Busta (ESP) · 4-6;7-6;3-6 | kiesett | 4.      |
| Miomir Kecmanović                 | Férfi egyes  | Majchrzak (POL) · 6-4;6-2    | Humbert (FRA) · 6-4;6-7;5-7     | kiesett                           | kiesett                            | kiesett                           | kiesett                           | kiesett | kiesett |
| Ivana Jorović                     | Női egyes    | van Uytvanck (BEL) · 3-6;2-6 | kiesett                         | kiesett                           | kiesett                            | kiesett                           | kiesett                           | kiesett | kiesett |
| Nina Stojanović                   | Női egyes    | HIbino (JPN) · 6-3;6-3       | Sakkari (GRE) · 1-6;2-6         | kiesett                           | kiesett                            | kiesett                           | kiesett                           | kiesett | kiesett |
| Aleksandra Krunić Nina Stojanović | Női páros    |                              | Hszu/Jang (CHN) · 6-4;4-6;16-18 | kiesett                           | kiesett                            | kiesett                           | kiesett                           | kiesett | kiesett |
| Nina Stojanović Novak Đoković     | Vegyes páros |                              |                                 | Stefani/Melo (BRA) · 6-3;6-4      | Siegemund/Krawietz (GER) · 6-1;6-2 | Vesznyina/Karacev (ROC) · 6-7;5-7 | Barty/Peers (AUS) · visszalépés   | kiesett | 4.      |

## Úszás
| Versenyző                                                 | Versenyszám           | Előfutam | Előfutam | Előfutam | Elődöntő | Elődöntő | Elődöntő | Döntő   | Döntő    |
| Versenyző                                                 | Versenyszám           | Idő      | Hely.    | Össz.    | Idő      | Hely.    | Össz.    | Idő     | Helyezés |
| --------------------------------------------------------- | --------------------- | -------- | -------- | -------- | -------- | -------- | -------- | ------- | -------- |
| Andrej Barna                                              | Férfi 50 m gyors      | 22.29    | 1.       | 28.      | kiesett  | kiesett  | kiesett  | kiesett | kiesett  |
| Andrej Barna                                              | Férfi 100 m gyors     | 48.30    | 5.       | 13.      | 47.94    | 4.       | 9.       | kiesett | kiesett  |
| Vuk Čelić                                                 | Férfi 800 m gyors     | 8:04.85  | 7.       | 33.      |          |          |          | kiesett | kiesett  |
| Čaba Silađi                                               | Férfi 100 m mell      | 1:00.19  | 8.       | 26.      | kiesett  | kiesett  | kiesett  | kiesett | kiesett  |
| Velimir Stjepanović                                       | Férfi 200 m gyors     | 1:46.26  | 2.       | 14.      | 1:47.62  | 8.       | 16.      | kiesett | kiesett  |
| Nikola Aćin Andrej Barna Uroš Nikolić Velimir Stjepanović | Férfi 4 × 100 m gyors | 3:13.71  | 5.       | 10.      |          |          |          | kiesett | kiesett  |
| Anja Crevar                                               | Női 200 m vegyes      | 2:17.62  | 2.       | 26.      | kiesett  | kiesett  | kiesett  | kiesett | kiesett  |
| Anja Crevar                                               | Női 400 m vegyes      | 4:40.50  | 6.       | 10.      |          |          |          | kiesett | kiesett  |

## Vízilabda

##### Férfi
Keret
| Szerb férfi vízilabdacsapat-játékoskeret                                                                                  | Szerb férfi vízilabdacsapat-játékoskeret                                                                      |
| --- | --- |
| - Gojko Pijetlović - Dušan Mandić - Nikola Dedović - Sava Ranđelović - Đorđe Lazić - Duško Pijetlović - Strahinja Rašović | - Milan Aleksić - Nikola Jakšić - Filip Filipović - Andrija Prlainović - Stefan Mitrović - Branislav Mitrović |

Eredmények
Csoportkör
| Hely. | Csapat              | M | Gy | D | V | G+ | G– | Gk  | P  | Továbbjutás |
| ----- | ------------------- | - | -- | - | - | -- | -- | --- | -- | ----------- |
| 1.    | Spanyolország (ESP) | 5 | 5  | 0 | 0 | 61 | 31 | +30 | 10 | Negyeddöntő |
| 2.    | Horvátország (CRO)  | 5 | 3  | 0 | 2 | 62 | 46 | +16 | 6  | Negyeddöntő |
| 3.    | Szerbia (SRB)       | 5 | 3  | 0 | 2 | 70 | 46 | +24 | 6  | Negyeddöntő |
| 4.    | Montenegró (MNE)    | 5 | 2  | 0 | 3 | 54 | 56 | −2  | 4  | Negyeddöntő |
| 5.    | Ausztrália (AUS)    | 5 | 2  | 0 | 3 | 49 | 60 | −11 | 4  |             |
| 6.    | Kazahsztán (KAZ)    | 5 | 0  | 0 | 5 | 35 | 92 | −57 | 0  |             |

1. 1 2  Horvátország 14–12 Szerbia
2. 1 2  Ausztrália 10–15 Montenegró

| 2021. július 25. 18:20 (11:20) | Szerbia (SRB)        | 12–13       | Spanyolország (ESP) | Tokyo Tatsumi International Swimming Center Játékvezetők: Michael Goldenberg (USA), Georgios Stavridis (GRE) |
| 2021. július 25. 18:20 (11:20) | (3–3, 3–5, 3–2, 3–3) |             |                     | Tokyo Tatsumi International Swimming Center Játékvezetők: Michael Goldenberg (USA), Georgios Stavridis (GRE) |
| 2021. július 25. 18:20 (11:20) | négy játékos 2       | Jegyzőkönyv | Munarriz 4          | Tokyo Tatsumi International Swimming Center Játékvezetők: Michael Goldenberg (USA), Georgios Stavridis (GRE) |

| 2021. július 27. 14:00 (7:00) | Kazahsztán (KAZ)       | 5–19        | Szerbia (SRB) | Tokyo Tatsumi International Swimming Center Játékvezetők: Adrian Alexandrescu (ROU), Kun György (HUN) |
| 2021. július 27. 14:00 (7:00) | (2–4, 1–3, 2–6, 0–6)   |             |               | Tokyo Tatsumi International Swimming Center Játékvezetők: Adrian Alexandrescu (ROU), Kun György (HUN) |
| 2021. július 27. 14:00 (7:00) | Medvedev, Vuksanović 2 | Jegyzőkönyv | Pijetlović 4  | Tokyo Tatsumi International Swimming Center Játékvezetők: Adrian Alexandrescu (ROU), Kun György (HUN) |

| 2021. július 29. 19:50 (12:50) | Szerbia (SRB)        | 14–8        | Ausztrália (AUS) | Tokyo Tatsumi International Swimming Center Játékvezetők: Frank Ohme (GER), Georgios Stavridis (GRE) |
| 2021. július 29. 19:50 (12:50) | (6–0, 4–1, 1–2, 3–5) |             |                  | Tokyo Tatsumi International Swimming Center Játékvezetők: Frank Ohme (GER), Georgios Stavridis (GRE) |
| 2021. július 29. 19:50 (12:50) | Mandić 4             | Jegyzőkönyv | B. Edwards 2     | Tokyo Tatsumi International Swimming Center Játékvezetők: Frank Ohme (GER), Georgios Stavridis (GRE) |

| 2021. július 31. 15:30 (8:30) | Horvátország (CRO)   | 14–12       | Szerbia (SRB) | Tokyo Tatsumi International Swimming Center Játékvezetők: Michael Goldenberg (USA), Michiel Zwart (NED) |
| 2021. július 31. 15:30 (8:30) | (5–3, 1–1, 4–4, 4–4) |             |               | Tokyo Tatsumi International Swimming Center Játékvezetők: Michael Goldenberg (USA), Michiel Zwart (NED) |
| 2021. július 31. 15:30 (8:30) | Joković, Obradović 4 | Jegyzőkönyv | Jakšić 3      | Tokyo Tatsumi International Swimming Center Játékvezetők: Michael Goldenberg (USA), Michiel Zwart (NED) |

| 2021. augusztus 2. 14:00 (7:00) | Szerbia (SRB)        | 13–6        | Montenegró (MNE) | Tokyo Tatsumi International Swimming Center Játékvezetők: Alessandro Severo (ITA), Frank Ohme (GER) |
| 2021. augusztus 2. 14:00 (7:00) | (6–1, 2–1, 3–2, 2–2) |             |                  | Tokyo Tatsumi International Swimming Center Játékvezetők: Alessandro Severo (ITA), Frank Ohme (GER) |
| 2021. augusztus 2. 14:00 (7:00) | Filipović 3          | Jegyzőkönyv | Ivović 3         | Tokyo Tatsumi International Swimming Center Játékvezetők: Alessandro Severo (ITA), Frank Ohme (GER) |

Negyeddöntő
| 2021. augusztus 4. 18:20 (11:20) | Olaszország (ITA)    | 6–10        | Szerbia (SRB) | Tokyo Tatsumi International Swimming Center Játékvezetők: Arkadii Voevodin (RUS), Georgios Stavridis (GRE) |
| 2021. augusztus 4. 18:20 (11:20) | (2–5, 1–4, 1–0, 2–1) |             |               | Tokyo Tatsumi International Swimming Center Játékvezetők: Arkadii Voevodin (RUS), Georgios Stavridis (GRE) |
| 2021. augusztus 4. 18:20 (11:20) | Presciutti 2         | Jegyzőkönyv | Filipović 3   | Tokyo Tatsumi International Swimming Center Játékvezetők: Arkadii Voevodin (RUS), Georgios Stavridis (GRE) |

Elődöntő
| 2021. augusztus 6. 19:50 (12:50) | Szerbia (SRB)        | 10–9        | Spanyolország (ESP) | Tokyo Tatsumi International Swimming Center Játékvezetők: Adrian Alexandrescu (ROU), Michiel Zwart (NED) |
| 2021. augusztus 6. 19:50 (12:50) | (2–0, 2–5, 1–2, 5–2) |             |                     | Tokyo Tatsumi International Swimming Center Játékvezetők: Adrian Alexandrescu (ROU), Michiel Zwart (NED) |
| 2021. augusztus 6. 19:50 (12:50) | Mandić 3             | Jegyzőkönyv | három játékos 2     | Tokyo Tatsumi International Swimming Center Játékvezetők: Adrian Alexandrescu (ROU), Michiel Zwart (NED) |

Döntő
| 2021. augusztus 8. 16:30 (9:30) | Görögország (GRE)    | 10–13       | Szerbia (SRB)   | Tokyo Tatsumi International Swimming Center Játékvezetők: Michael Goldenberg (USA), Xevi Buch (ESP) |
| 2021. augusztus 8. 16:30 (9:30) | (3–6, 4–2, 2–2, 1–3) |             |                 | Tokyo Tatsumi International Swimming Center Játékvezetők: Michael Goldenberg (USA), Xevi Buch (ESP) |
| 2021. augusztus 8. 16:30 (9:30) | három játékos 2      | Jegyzőkönyv | három játékos 3 | Tokyo Tatsumi International Swimming Center Játékvezetők: Michael Goldenberg (USA), Xevi Buch (ESP) |